# Vasile Zavoda
Vasile Zavoda (* 26. Juli 1929 in Rodna Veche; † 14. Juli 2014) war ein rumänischer Fußballspieler und -trainer. Er bestritt 248 Spiele in der höchsten rumänischen Fußballliga, der Divizia A, und nahm an den Olympischen Spielen 1952 teil. Um Verwechslungen mit seinem Bruder Francisc Zavoda zu vermeiden, wurde er in der rumänischen Sportpresse als Zavoda II geführt.

## Karriere als Spieler

### Verein
Vasile Zavoda begann im Alter von elf Jahren mit dem Fußballspielen bei Tricolor Baia Mare und wechselte später zum Ortsrivalen Phoenix Baia Mare. Nachdem Baia Mare durch den Zweiten Wiener Schiedsspruch am Ungarn gefallen war, spielte er in der ungarischen Jugendnationalmannschaft. Mit 16 Jahren rückte er in die erste Mannschaft von Phoenix auf, die seinerzeit in der zweithöchsten rumänischen Liga, der Divizia B, spielte. Nach der Saison 1946/47 wechselte er zum Ortsrivalen Minaur Baia Mare, der in der Zweitligasaison 1947/48 nicht zu den besten 28 der 64 angetretenen Teams gehörte und daher absteigen musste. Im Juli 1948 fusionierten Minaur und Phoenix zu CSM Baia Mare. Der neue Verein trat in der Divizia B an und benannte sich 1950, als Zavoda dort spielte, in Metalul Baia Mare um. Anschließend wechselte Zavoda in die Hauptstadt zu CCA Bukarest, der im Dezember 1961 in Steaua Bukarest umbenannt wurde. Dort debütierte er am 25. März 1951 beim Heimspiel gegen Știința Cluj in der Divizia A und erlebte als Spieler die ersten Erfolge des Vereins mit. Bis 1964 konnte er sechs Mal die rumänische Meisterschaft und fünf Mal den rumänischen Pokal gewinnen.
Als Zavoda in der Saison 1963/64 nicht mehr regelmäßig zum Einsatz kam, verließ der den Verein und wechselte zu AS Armata Târgu Mureș, das in der Divizia B spielte. Dort beendete er im Jahr 1965 seine Karriere. Er verstarb am 14. Juli 2014 im Alter von 84 Jahren.

### Nationalmannschaft
Zavoda bestritt 20 Partien für die rumänische Fußballnationalmannschaft, erzielte jedoch kein Tor. Seinen Einstand gab er am 20. Mai 1951 gegen die Tschechoslowakei. Er stand im Kader Rumäniens für die Olympischen Spiele 1952 in Helsinki und kam im einzigen Spiel gegen den späteren Olympiasieger Ungarn zum Einsatz.

## Karriere als Trainer
Vasile Zavoda gehörte ab 1965 dem Trainerstab von Steaua Bukarest an. 1974 war er Trainerassistent von Constantin Ardeleanu bei der rumänischen Jugendnationalmannschaft und von 1977 bis 1981 Co-Trainer bei Steaua Bukarest unter Emerich Jenei und Gheorghe Constantin. 1989 zog er sich aus dem Fußballgeschehen zurück.

## Erfolge und Auszeichnungen

### Als Spieler
- Teilnehmer an Olympischen Spielen: 1952
- Rumänischer Meister: 1951, 1952, 1953, 1956, 1959/60, 1960/61
- Rumänischer Pokalsieger: 1950, 1951, 1952, 1955, 1961/62
- Verdienter Meister des Sports

## Sonstiges
Vasile Zavoda ist der jüngere Bruder von Francisc Zavoda, mit dem er von 1951 bis 1960 gemeinsam bei CCA Bukarest spielte. Zavoda wohnte zeitweise in Bukarest im gleichen Wohnblock wie sein Freund und früherer Mitspieler Ion Voinescu.